# Erik Gustaf Tunmarck

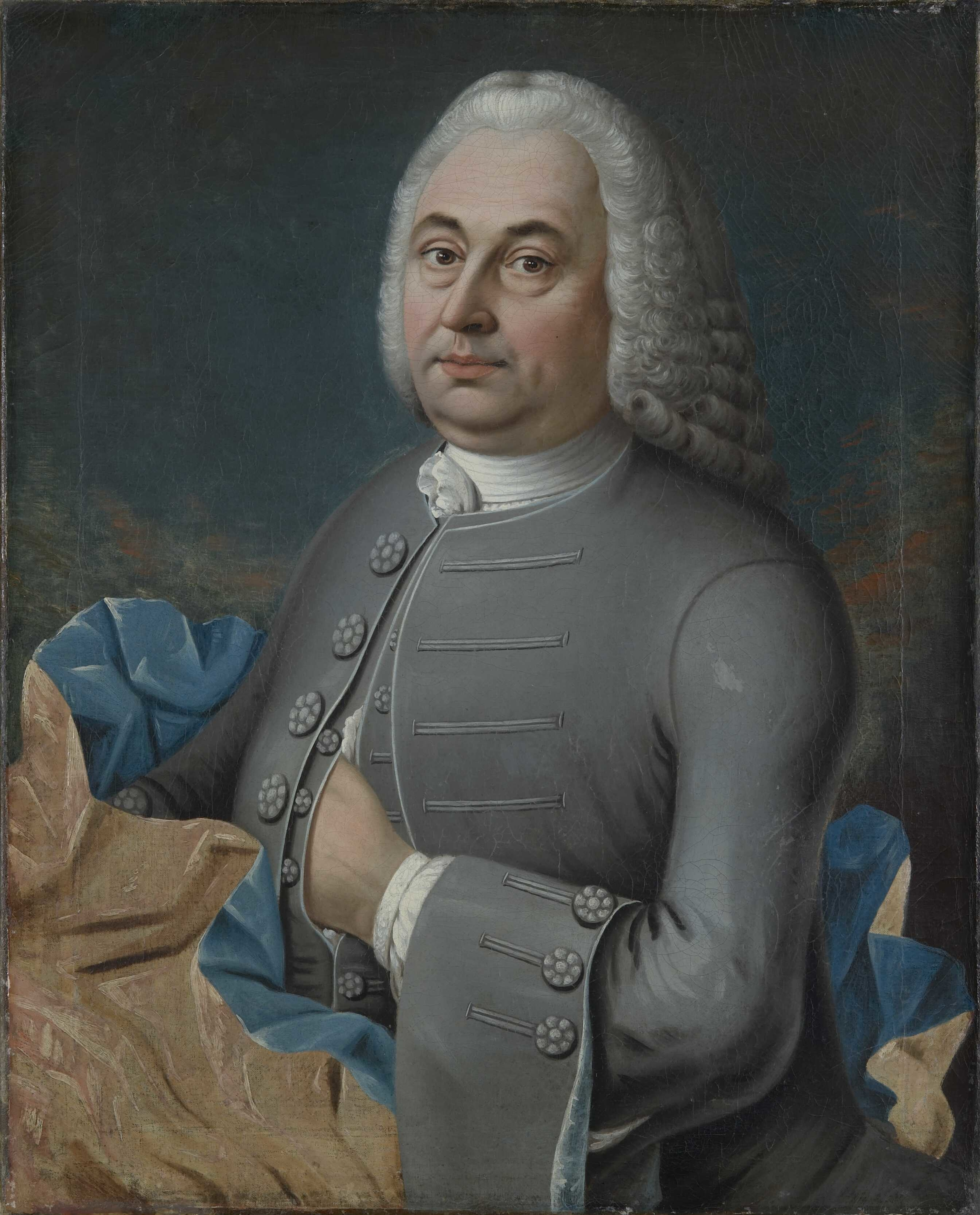
Porträtt av sågbruksägaren Jess Carlsen, i Oslo, målat av Erik Gustaf Tunmarck. Utställd på Oslo museum.

Erik Gustaf Tunmarck (Tunmark), född 1 maj 1729 troligen i Göteborg, död 8 november 1789 i Drammen, var en svensk-norsk kyrkomålare.
Tunmarck var lärling till kyrkomålaren Christian von Schönfeldt 1744–1749 och fick hos honom en allsidig utbildning inom målerihantverket. Det finns inga kända målningar av Tunmarck bevarade i Sverige men desto flera i Norge. Han var från 1760 fram till sin död huvudsakligen verksam i området Kongsberg-Dramen och Oslo. Åren 1760–1764 deltog han i utsmyckningen av Kongsbergs kyrka och han målade även altartavlor i andra kyrkor och porträtt. I norsk konstforskning har hans roll som länk mellan det västsvenska kyrkomåleriet och det motsvarande i östra Norge som går under namnet Christianiamåleriet livligt uppmärksammats och flera av hans verk har fått vackra lovord. Trots sina framgångar som målare levde han under knappa förhållanden och begravdes på fattigkyrkogården i Bragernes.  